# ريكاردو فورتاليزا
ريكاردو فورتاليزا (مواليد 18 أبريل 1951) هو ملاكم فلبيني، مثّل بلاده في الألعاب الأولمبية الصيفية 1972.

## روابط خارجية
ريكاردو فورتاليزا على موقع أوليمبيديا (الإنجليزية)